# Donk (Ekeren)

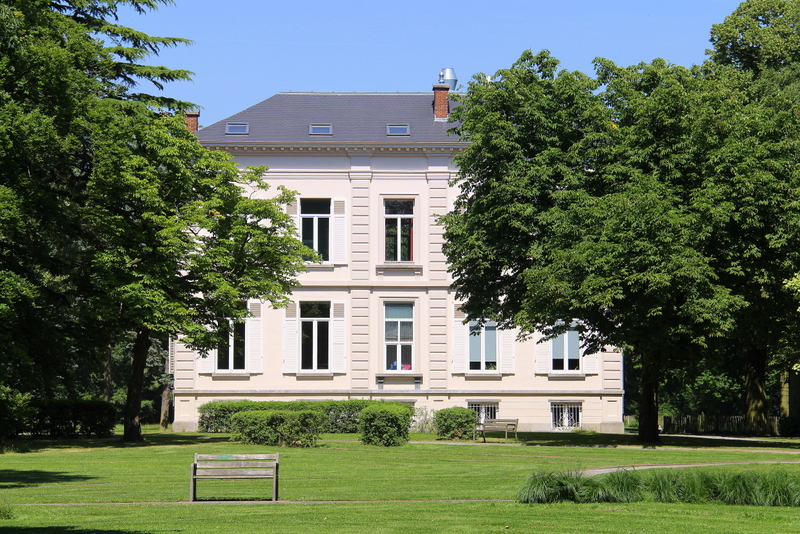
Hof De Bist in noorden van Ekeren-Donk, gelegen aan de Veltwijcklaan

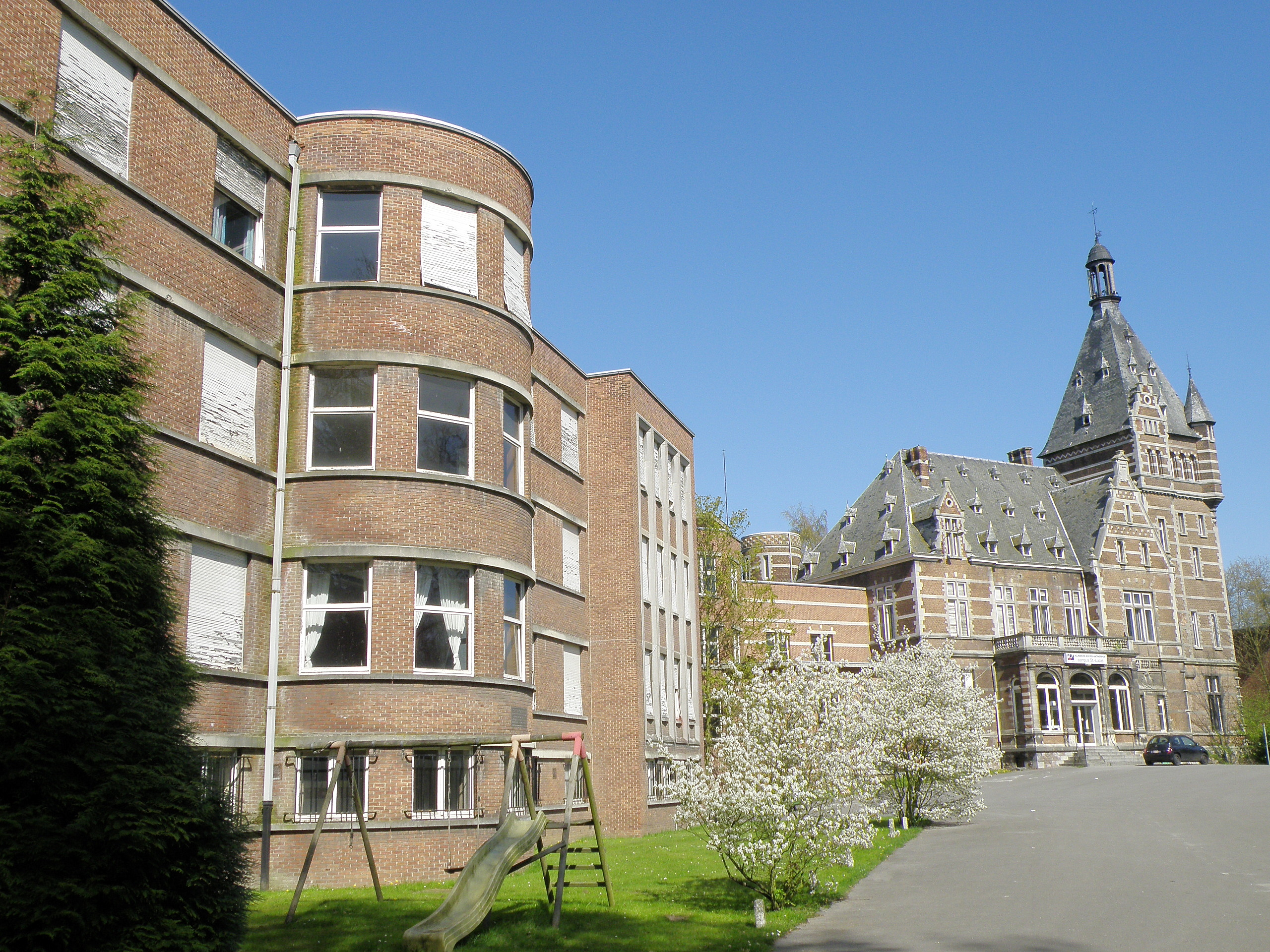
Voormalig Laarkasteel en Sint-Lucaskliniek in het zuiden van Donk

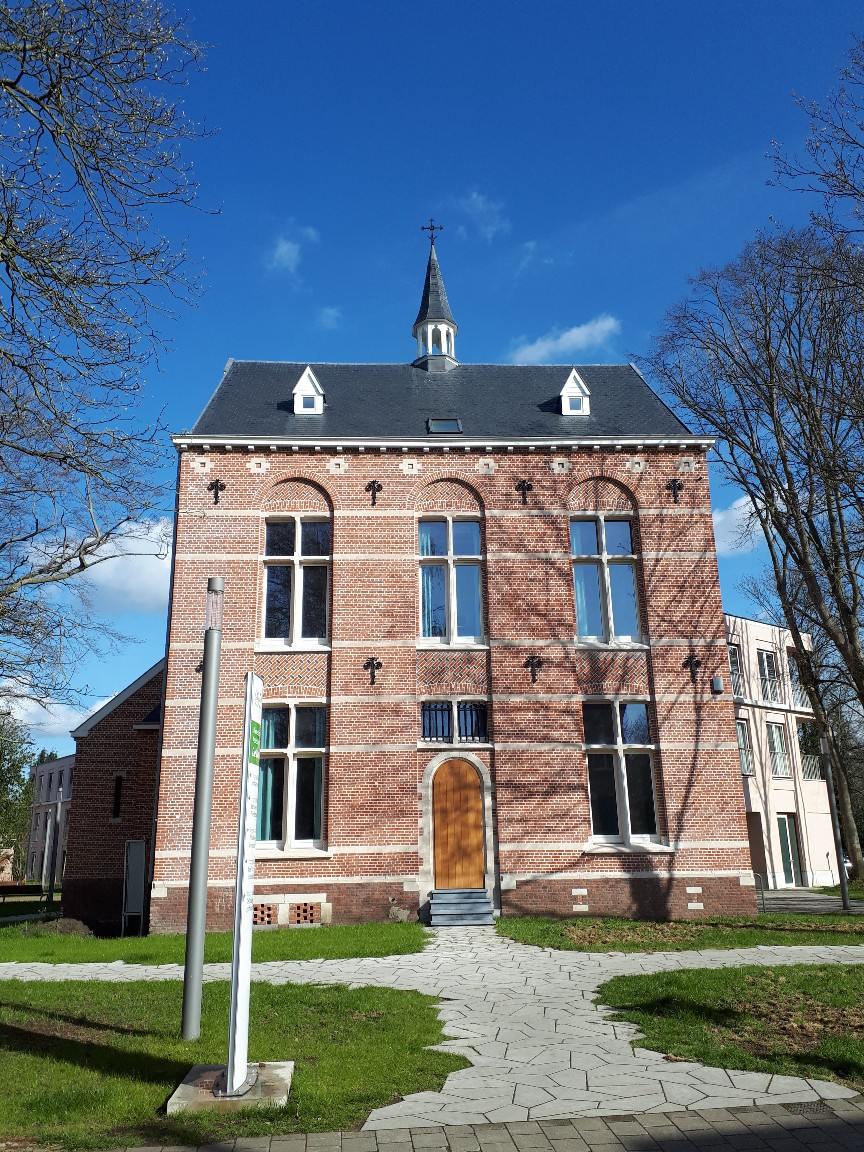
Oude Pastorij in Ekeren Donk

Donk, ook Ekeren-Donk, is een woonwijk in het district Ekeren, in het noordoosten van de stad Antwerpen. Ekeren ligt in het noordwesten van de provincie Antwerpen. In 2011 woonden er 5.671 inwoners.
De wijk is gelegen op het grondgebied van de voormalige gemeente Ekeren, ten zuidoosten van de centrumkern. Bij de annexatie van Ekeren door Antwerpen, werd ook de wijk onderdeel van Antwerpen, liggend aan de noordoostelijke grens. De wijk grenst aan de wijk Vriesdonk in Brasschaat. De grens is de N11, de gewestweg tussen Merksem en Putte, plaatselijk gekend als de Kapelsesteenweg.
De grenzen van Ekeren-Donk zijn in het noorden de Veltwijcklaan, in het oosten de Kapelsesteenweg, in het zuiden de Laarse Beek en in het westen de ringspoorweg. De spoorwegsite van de Bocht van Ekeren ligt nog in de wijk. In het zuiden van de wijk Donk ligt ook het vroegere gehucht Laar. Het gebied wordt voor het eerst vermeld als Donk in 1401. Historisch zijn Donk en Vriesdonk een woonkern, waarvan het centrum zich rond de parochiekerk van het Heilig Hart van Jezus, aan de Kapelsesteenweg, zijde Brasschaat, bevindt. De kerk werd gebouwd in 1890, nadat Donk in 1886 een zelfstandige parochie was geworden.
Tot de Eerste Wereldoorlog werd de wijk sterk gedomineerd door de gronden van twee kasteeldomeinen, het "Hof De Bist" in het noordwesten en het "Laerhof", "Laarhof" of "Laarkasteel" (vandaar het gehucht Laar) in het zuidwesten. Na de oorlog werden ook de kasteeldomeinen deels verkaveld. Rond het Laarkasteel of Hof van Delft werd door de eigenaars, het geslacht van Delft, een kliniek gebouwd, de Sint-Lucaskliniek, inclusief als hoofdgebouw een nieuw kasteel in neo-Vlaamserenaissance-stijl. Tegen het centrum van Donk nam de lintbebouwing toe tijdens het eerste kwart van de 20ste eeuw. In Donk werden enkele scholen opgericht. Na de Tweede Wereldoorlog werden ook de resterende landbouwgronden en een bijkomend deel van het domein rond de Sint-Lucaskliniek (vroegere Laarhof) verkaveld en nam enerzijds de lintbebouwing toe, en ontstonden anderzijds enkele villawijken. De akkergrond van de Hoekakker is nog gevrijwaard gebleven van bebouwing, ook tussen het Laar en Gerardus Stijnenlaan en naast de spoorweg aan De Oude Landen is nog weiland.
Het 20e-eeuws Laarkasteel zelf werd in 1946 heringericht als ziekenhuis met nieuwe vleugels die in 1948 in gebruik werden genomen. Deze kliniek werd omstreeks 1968 verder uitgebreid, met een psychiatrische vleugel. In 1999 werd het ziekenhuis volledig gesloten en werden alle diensten overgenomen door het AZ Klina van Brasschaat. Het kasteel werd in dienst genomen als de nieuwe locatie van het vredegerecht van Ekeren tot 2008. Bijkomend werd op de site ook een opvangcentrum voor asielzoekers geopend, dat zijn deuren moest sluiten in 2009. In 2011 werden alle later bijgebouwde vleugels rond het kasteel gesloopt, alleen de toren en het oorspronkelijke gebouw bleef over en werd beschadigd door waterinsijpeling en vandalisme. De site bleef lange tijd beschikbaar voor een mogelijke nieuwbouw van AZ Klina. Plannen van de Vlaamse Overheid om hier een jeugdinstelling te bouwen werden in 2005 afgevoerd. Een deel van het eigendom werd in erfpacht ter beschikking gesteld van het aanpalende Woon- en Zorgcentrum Christine voor de creatie van serviceflats, gerealiseerd als de Residentie Lukas. In 2021 werden de gronden en in 2022 ook het kasteel aangekocht door WZC Christine dat zal uitbreiden. In januari 2023 werd, ondanks protest, begonnen met de sloop van het kasteel, het zou geen erfgoedwaarde hebben.
In oktober 2020 opende aan de Prinshoeveweg het dienstencentrum Nobele Donk. De gerenoveerde Oude Pastorij maakt deel uit van het complex. De vroegere parochiezaal Nobele Donk werd afgebroken en maakte plaats voor assistentiewoningen.
Bezienswaardig zijn het Monument voor de bemanning van de Lancaster ED810 aan het Laar, vlak bij de plaats waar de bommenwerper van de RAF neerstortte tijdens de Tweede Wereldoorlog, hierbij kwam de bemanning om het leven. In oktober 2024, werd verderop aan het Laar bij de Edward Waghemansbrug een monument in cortenstaal ingehuldigd.  Het herdenkt de slachtoffers van een V-bom die op 14 oktober 1944 insloeg op een was-en badeenheid van het Canadese leger.
De wijk had twee voetbalploegen, het nog actieve KSK Donk in het herenvoetbal en het ter ziele gegane FC 't Rozeke Ekeren-Donk in damesvoetbal.

## Nabijgelegen kernen
Sint-Mariaburg, Ekeren, Brasschaat, Merksem